# Pampa San Isidro
Pampa San Isidro es un caserío peruano ubicado en el distrito de Corrales, perteneciente a la provincia y el departamento de Tumbes, al norte del Perú. 

## Ubicación
Pampa San Isidro se ubica al norte de la provincia de Tumbes, en el distrito de Corrales, en el departamento de Tumbes.

## Demografía
En 2017 Pampa San Isidro tenía una población de 383 habitantes.